# Profecía autofrustrada
Una profecía autofrustrada es lo contrario a una profecía autorrealizada: una predicción que, una vez hecha, es en sí misma la causa de que no se cumpla.
Es importante distinguir entre una profecía autofrustrada de una profecía autorrealizada que predice un resultado negativo. Así, si se hace una profecía de que tendrá lugar un determinado resultado negativo, y se llega a ese resultado negativo como consecuencia de un proceso de retroalimentación negativa, entonces estamos ante una profecía autorrealizada. Por ejemplo, si un grupo de personas predicen que no van a ser capaces de lograr un objetivo y en consecuencia paran de trabajar para conseguir dicho objetivo, estamos ante una profecía autorrealizada. Análogamente, si se hace esta misma predicción y este grupo de personas se rebela y deciden esforzarse más con lo que gracias a eso logran el objetivo, estaríamos ante una profecía autofrustrada.